# Kacco
Kacco（カッコ、1967年‐）は、イラストレーター。
28歳の時に「躁鬱病」「摂食障害」「パニック障害」と診断され2度の長期入院を経験。また5年間に渡る「ひきこもり」の経験も持つ。摂食障害では最高88キロから最低46キロまで40キロ以上の体重の増減に苦しんだ。
辛く苦しい精神的病から抜け出すきっかけとなったのは2000年から描き始めたイラストだった。この頃から心の病の人の憩いの家に顔を出すようになる。2019年現在は癒し系表現者としてイラストをはじめ書道、詩など幅広い作品を生み出している。
2019年まで心の病や引きこもりの経験者による表現者集団「K-BOX」主宰。
心や身体に障害を持った者達が関わるパフォーマンス集団「こわれ者の祭典」の副代表。

## 人物

### イラスト
2000年3月よりイラストレーターとして活動を開始。文庫本の表紙のイラストをはじめ、ポスター、チラシ、キャラクター作製など多方面でオリジナルのイラストを発信している。
ピンク色が大好きなためピンク一色で仕上げたイラストやキャラクターも多数ある。
また、各地のイベントや学園祭などにおいて「Kaccoの似顔絵屋さん」も出店。その場で客の似顔絵を描き販売する出張似顔絵も行っている。

### 講演会
2002年より講演会が各地で開催される。
求められれば現代社会が抱える様々な問題もテーマとして掲げ、自身の過去の経験（｢ひきこもり｣や｢心の病」）からの気づきを解決の糸口とした講演会も展開している。
kaccoの講演のベースには「愛」「コミュニケーション」「絆」

### ステージパフォーマンス
2002年より｢こわれ者の祭典｣のメンバーとなり、ステージパフォーマーとしても活動する。
幼少期よりずっと抱えてきた手が小さい、足が小さい、身体つきが華奢など男性として恵まれない容姿の部分「コンプレックス」を「個性」として捉えプラスに転化。
ロリータ系の衣装をはじめ様々なコスチュームでステージに立ち「癒しの朗読」や「癒しのトーク」など独自の世界を発信している。
また、心の病を抱えた方やひきこもり経験者などがプロデュースを受けてアーティストや タレントとして所属しているプロダクション・K-BOXでも代表を務めた。2019年7月上旬、K-BOXの一部メンバーによるいじめ問題（それ以前からK-BOX内部でいじめはあった）が発覚したにもかかわらず放置、隠蔽。同年8月18日のすぺしゃるライブを最後にK-BOXを解散した。

## 主な著作
- ひきこもり--ただいま冬眠中(月乃光司、高橋和枝、田原和隆との共書、新潟日報事業所2003年)

- hikikomori@NHK ひきこもり(他者との共書、NHK出版2004年)

## メディア歴
- Dの嵐!（日本テレビ、2004年6月）…
- 福祉ネットワーク（NHK教育テレビ、2006年6月）
- 地域発!ぐるっと日本（NHK総合テレビ、2009年10月)
- きらっと新潟（NHK総合、2015年11月)
- ハートネットTV（NHK Eテレ、2015年11月、2016年3月24日)

他